# 元乃隅神社

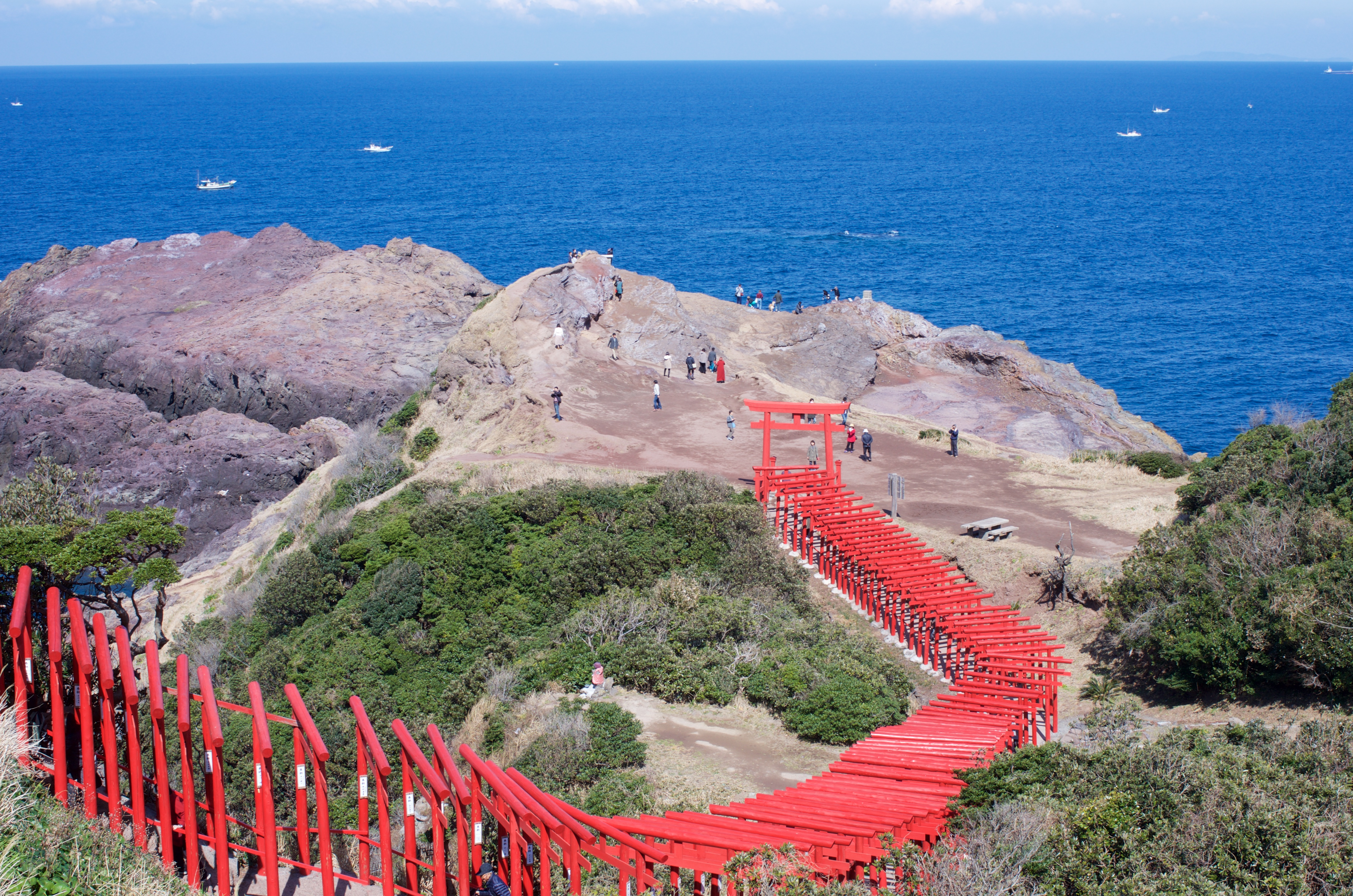
百本鳥居

元乃隅神社（もとのすみじんじゃ）は、山口県長門市油谷津黄にある神社。旧称は元乃隅稲成神社（もとのすみいなりじんじゃ）。
宗教法人やその他のいかなる法人でもなく、個人の所有物である。そのため、神社本庁・山口県神社庁には所属していない。

## 概要
1955年（昭和30年）、地元の網元であった岡村斉の枕元に白狐が現れ「吾をこの地に鎮祭せよ。」というお告げがあったことで、元乃隅稲成神社として建立された。商売繁盛、大漁、海上安全は元より、良縁、子宝、開運厄除、福徳円満、交通安全、学業成就などの大神として、地域の人々の信仰を集めているという。なお、稲荷神社ながら「稲成神社」の文字を用いている太皷谷稲成神社（島根県津和野町）とは無関係とのこと。
神社から日本海側に見下ろした先には、断崖下の海蝕洞に荒波が打ち付ける度に海水が中の空気と一緒に吹き上がる現象が見られる「龍宮の潮吹」（りゅうぐうのしおふき）があり、神社の間に1987年（昭和62年）から10年かけて奉納された123基の朱色の鳥居が、龍宮から100メートル以上に渡り並んでいる。また、裏参道出口付近にある大鳥居の中央上部（高さ約5m）に設置された、「日本一入れづらい」とも言われる賽銭箱は、見事賽銭を投げ入れることが出来れば願いが叶うと言われている。
アメリカのニュース専門放送局・CNNが2015年（平成27年）3月に発表した「Japan's 31 most beautiful places」（日本の最も美しい場所31選）の一つとして選ばれた。これをきっかけとして外国人を含む観光客の参拝が急増したが、長い社名が外国人にわかりにくいという事もあり、2019年（平成31年）1月に社名が元乃隅神社に改名された。神社本庁によれば、神社の改名は「基本的に改名はしない」というが、当社はそもそも創建時から一貫して宗教法人格を保有していない。したがって神社本庁が包括する団体ではなく、いかなる法人格も取得しない個人事業であることから改名は自由であり、鳥居等の扱いも「岡村家の個人所有物」という位置付けである。改名は2年ほど前から検討していたとされ、2018年（平成30年）1月、おみくじで「神のお告げ」を聞いて「元乃隅神社」に決められたという。

## アクセス
- 中国自動車道 美祢ICから車で60分
- JR山陰本線 長門古市駅からタクシーで約20分
- 萩・石見空港から車で約120分
- 人丸駅から乗合タクシー

### 注記
1. ↑  神社本庁の被包括宗教法人でも合併（合祀）による改称は一般的であり、他にも近代社格が廃止されたことから総本社であることをわかりやすくするため改名した富士山本宮浅間大社、祭神を合祀して改名した北海道神宮、江戸時代以前の呼称に戻した湯島天満宮など、理由があって改名した例は多数ある。